# 在トンガ中華人民共和国大使館
在トンガ中国大使館（中国語: 中国驻汤加大使馆、トンガ語: ʻOfisi ʻo e ʻAmipasitoa ʻo Siaina ki Tonga、英語: Embassy of China in Tonga）は、トンガの首都ヌクアロファにある中華人民共和国の大使館である。
1998年11月2日に中国とトンガの外交関係が樹立された後、同年11月23日に大使館が開館した。

## 所在地
Vuna Road, Nuku'alofa

## 大使
2020年2月25日より、曹小林が特命全権大使を務めている。